# Rosa Rolanda Covarrubias
Rosa Rolanda, ou Rosa Covarrubias (Los Angeles, 6 de setembro de 1895 – Cidade do México, 25 de março de 1970) foi uma dançarina, coreógrafa, figurinista, fotógrafa, pintora e colecionadora norte-americana que passou grande parte de seu tempo de vida no México. Embora não se saiba se ela se identificou como feminista, alguns autores indicaram que o pensamento feminista a influenciou, o que se traduziu na representação da mulher na sua obra pictórica.